# Főkegyúri jog
A főkegyúri jog (más néven királyi legfőbb kegyúri jog; latinul ius supremi patronatus) Magyarország apostoli királyának felségjoga volt. A kegyúri jogtól eltér, az más természetes, illetve jogi személyeket illethetett meg.
A magyar királyt apostoli minősége, évszázados hagyományok és a pápa hozzájárulása alapján a római katolikus egyház és a felekezetek feletti legfőbb felügyeleti jog, új püspökségek, káptalanok, apátságok, más egyházi szervezetek és méltóságok alapításának joga illette meg. Ezeket átszervezhette, megszüntethette, egyesíthette. Kinevezhette és áthelyezhette az érseket, püspököket, apátokat, prépostokat, és kanonokokat. Magánkegyuraságokat és egyházi alapítványokat engedélyezhetett, és azok felett a felügyeletet gyakorolta; rendezhette az egyházi javadalmakat, élvezte azok intercalaris (a betöltetlenség idejére eső) jövedelmeit, engedélyt adott az egyházi javak elidegenítésére és megterhelésére, jóváhagyta a vallás- és tanulmányi alap költségvetését és zárszámadását stb.
Az első világháború után a kormányzó az 1920: I. tc. 13. §-a értelmében a főkegyúri jogot nem gyakorolhatta, ez azonban az 1937: XIX. tc. 6. §-a szerint nem érintette a magyar király főkegyúri jogát.

## Tartalma
A királyi legfőbb kegyúri jog  Magyarország apostoli királyát a következőkre jogosította fel:  
- a) ő adományozhatott minden nagyobb egyházi javadalmat, vagyis kinevezhetett érseket, püspököket, apátokat, prépostokat, kanonokokat, úgy valóságosokat, mint címzeteseket. A pápának csak a kinevezett főpapoknak megerősítése volt fenntartva, olyan értelemben azonban, hogy a cím, a rang és a javadalom a kinevezettet a kinevezés erejénél fogva már megillete.
A pápai megerősítéssel a kinevezett személy csak a püspöki rend és a lelki ügyekben való törvényhatóság jogait szerezte meg, vagyis a magyar király nem prezentált, nem postulált, hanem egyenesen kinevezett (nominat) és a javadalmat adományozta (dat, donat, confort).
 A magyar törvények erre vonatkozólag már a 15. századtól kezdve azt rendelték, hogy az egyházi javadalmakat érdemes hazafiaknak, és ne idegeneknek és ingyen adományozhassák,  és hosszabb ideig üresedésben ne maradhassanak, továbbá egy személynek egynél több javadalmat adományozni nem volt szabad;
- b) a király az általa kinevezett főpapokat egyik javadalomból másikba áthelyezhette;
- c) új érsekségeket s püspökségeket állíthatott fel, a fennállókat feloszlathatta (igy Ferenc király az egri püspökségből alkotta az egri érsekséget, a kassai s a szatmári püspökségeket. Mária Terézia 8 új püspökséget állított fel);
- d) az egyháznak jogai, az egyházi alapítványok  a javadalmak felett a király őrködött, azon javadalmasoknak a jövedelmeit, akik a rájuk bizott egyházakat és javadalmakat pusztulni engednék, zár alá vétethette;
- e) a megürült javadalmak jövedelmeit az üresedés tartama alatt húzta;
- f) a főpapok szerzeményeiben a Kolonics-féle egyezmény értelmében örökölt.[1]